# Bisbat de Sendai
El bisbat de Sendai (japonès: カトリック仙台教区, llatí: Dioecesis Sendaiensis) és una seu de l'Església Catòlica al Japó, sufragània de l'arquebisbat de Tòquio. El 2014 tenia 10.384 batejats sobre una població de 6.985.141 habitants. Actualment està regida pel bisbe Martin Tetsuo Hiraga.

## Territori
La diòcesi comprèn les prefectures d'Aomori, Fukushima, Iwate i Miyagi, a la regió de Tōhoku,a l'illa d'Honshu.
La seu episcopal és la ciutat de Sendai, on es troba la catedral de Sant Pere i Sant Pau.
El territori s'estén sobre 45.953  km², i està dividit en 53 parròquies.

## Història
El vicariat apostòlic d'Hakodate va ser erigit el 17 d'abril de 1891 amb la butlla Ex officio del Papa Lleó XIII, prenent el territori del vicariat apostòlic del Japó septentrional (avui l'arquebisbat de Tòquio).
El 15 de juny del mateix any el vicariat apostòlic va ser elevat a diòcesimitjançant el breu apostòlic Non maius Nobis del mateix Lleó XIII.
El 13 d'agost de 1912 i el 12 de febrer de 1915 cedí porcions del seu territori per tal que s'erigissin les prefectures apostòliques de Niigata i de Saporo (avui ambdues diòcesis).
El 9 de març de 1936 assumí el seu nom actual en virtut del decret Cum dioecesis de la Congregació de Propaganda Fide.

## Cronologia episcopal
- Alexandre Berlioz, M.E.P. † (24 d'abril de 1891 - 25 de juliol de 1927 jubilat)
- Andre Dumas, O.P. † (1931 - 1936 mort)
- Marie-Joseph Lemieux, O.P. † (29 de juny de 1936 - 16 de gener de 1941 renuncià)
- Michael Wasaburo Urakawa † (20 de novembre de 1941 - 1954 jubilat)
- Petro Arikata Kobayashi † (21 de febrer de 1954 - 24 de gener de 1976 renuncià)
- Raymond Augustin Chihiro Sato, O.P. † (24 de gener de 1976 - 19 de juny de 1998 renuncià)
- Francis Xavier Osamu Mizobe, S.D.B. † (10 de maig de 2000 - 14 de maig de 2004 nomenat bisbe de Takamatsu)
- Martin Tetsuo Hiraga, des del 10 de desembre de 2005

## Estadístiques
A finals del 2014, la diòcesi tenia 10.384 batejats sobre una població de 6.985.141 persones, equivalent al 0,1% del total.
| any  | població | població  | població | sacerdots | sacerdots       | sacerdots       | sacerdots             | diaques | religiosos | religiosos | parròquies |
| ---- | -------- | --------- | -------- | --------- | --------------- | --------------- | --------------------- | ------- | ---------- | ---------- | ---------- |
| any  | batejats | total     | %        | total     | clergat secular | clergat regular | batejats por sacerdot | diaques | homes      | dones      |            |
| 1950 | 5.677    | 6.635.317 | 0,1      | 52        | 21              | 31              | 109                   |         | 36         | 299        | 22         |
| 1969 | 12.541   | 6.557.000 | 0,2      | 40        | 27              | 13              | 313                   |         | 18         | 337        | 52         |
| 1980 | 12.336   | 7.013.198 | 0,2      | 82        | 29              | 53              | 150                   |         | 60         | 334        | 57         |
| 1990 | 11.816   | 7.255.210 | 0,2      | 74        | 27              | 47              | 159                   |         | 52         | 319        | 57         |
| 1999 | 11.172   | 7.396.081 | 0,2      | 62        | 29              | 33              | 180                   |         | 37         | 311        | 67         |
| 2000 | 10.872   | 7.393.347 | 0,1      | 65        | 28              | 37              | 167                   |         | 41         | 300        | 67         |
| 2001 | 10.869   | 7.386.346 | 0,1      | 59        | 26              | 33              | 184                   |         | 37         | 307        | 67         |
| 2002 | 10.887   | 7.380.697 | 0,1      | 54        | 24              | 30              | 201                   |         | 33         | 303        | 56         |
| 2003 | 10.936   | 7.364.591 | 0,1      | 51        | 23              | 28              | 214                   |         | 31         | 288        | 56         |
| 2004 | 10.947   | 7.332.874 | 0,1      | 50        | 27              | 23              | 218                   |         | 29         | 289        | 56         |
| 2010 | 10.949   | 7.167.150 | 0,2      | 39        | 22              | 17              | 280                   |         | 24         | 258        | 53         |
| 2014 | 10.384   | 6.985.141 | 0,1      | 35        | 17              | 18              | 296                   |         | 21         | 234        | 53         |